# Third Division 1990-1991
La Third Division 1990-1991 è stato il 64º campionato inglese di calcio di terza divisione.

## Stagione

### Formula
In previsione dell'ampliamento dell'organico della Football League, che nella stagione successiva passerà da 92 a 93 affiliati, le promozioni di questa edizione del campionato saranno quattro, anziché tre (le prime tre classificate saliranno direttamente, la quarta dopo play off fra le squadre giunte dal 4º al 7º posto). Mentre le retrocessioni scenderanno da quattro a tre.

## Squadre partecipanti
| Squadra           | Città                           | Stadio                   | Stagione precedente                      |
| ----------------- | ------------------------------- | ------------------------ | ---------------------------------------- |
| Birmingham City   | Birmingham                      | St Andrew's              | 7º posto in Third Division               |
| Bolton Wanderers  | Bolton                          | Burnden Park             | 6º posto in Third Division               |
| Bournemouth       | Bournemouth                     | Dean Court               | 22º posto in Second Division, retrocesso |
| Bradford City     | Bradford                        | Valley Parade            | 23º posto in Second Division, retrocesso |
| Brentford         | Londra (Hounslow)               | Griffin Park             | 13º posto in Third Division              |
| Bury              | Bury                            | Gigg Lane                | 5º posto in Third Division               |
| Cambridge United  | Cambridge                       | Abbey Stadium            | 6º posto in Fourth Division, promosso    |
| Chester City      | Chester                         | Moss Rose (Macclesfield) | 16º posto in Third Division              |
| Crewe Alexandra   | Crewe                           | Gresty Road              | 12º posto in Third Division              |
| Exeter City       | Exeter                          | St James Park            | 1º posto in Fourth Division, promosso    |
| Fulham            | Londra (Hammersmith and Fulham) | Craven Cottage           | 20º posto in Third Division              |
| Grimsby Town      | Grimsby                         | Blundell Park            | 2º posto in Fourth Division, promosso    |
| Huddersfield Town | Huddersfield                    | Leeds Road               | 8º posto in Third Division               |
| Leyton Orient     | Londra (Leyton)                 | Brisbane Road            | 14º posto in Third Division              |
| Mansfield Town    | Mansfield                       | Field Mill               | 15º posto in Third Division              |
| Preston North End | Preston                         | Deepdale                 | 19º posto in Third Division              |
| Reading           | Reading                         | Elm Park                 | 10º posto in Third Division              |
| Rotherham United  | Rotherham                       | Millmoor                 | 9º posto in Third Division               |
| Shrewsbury Town   | Shrewsbury                      | Gay Meadow               | 11º posto in Third Division              |
| Southend United   | Southend on Sea                 | Roots Hall               | 3º posto in Fourth Division, promosso    |
| Stoke City        | Stoke on Trent                  | Victoria Ground          | 24º posto in Second Division, retrocesso |
| Swansea City      | Swansea                         | Vetch Field              | 17º posto in Third Division              |
| Tranmere Rovers   | Birkenhead                      | Prenton Park             | 4º posto in Third Division               |
| Wigan Athletic    | Wigan                           | Springfield Park         | 18º posto in Third Division              |

## Classifica finale
|  | Pos. | Squadra           | Pt | G  | V  | N  | P  | GF | GS | DR  |
|  | ---- | ----------------- | -- | -- | -- | -- | -- | -- | -- | --- |
|  | 1    | Cambridge Utd     | 86 | 46 | 25 | 11 | 10 | 75 | 45 | +30 |
|  | 2    | Southend Utd      | 85 | 46 | 26 | 7  | 13 | 67 | 51 | +16 |
|  | 3    | Grimsby Town      | 83 | 46 | 24 | 11 | 11 | 66 | 34 | +32 |
|  | 4    | Bolton            | 83 | 46 | 24 | 11 | 11 | 64 | 50 | +14 |
|  | 5    | Tranmere          | 78 | 46 | 23 | 9  | 14 | 64 | 46 | +18 |
|  | 6    | Brentford         | 76 | 46 | 21 | 13 | 12 | 59 | 47 | +12 |
|  | 7    | Bury              | 73 | 46 | 20 | 13 | 13 | 67 | 56 | +11 |
|  | 8    | Bradford City     | 70 | 46 | 20 | 10 | 16 | 62 | 54 | +8  |
|  | 9    | Bournemouth       | 70 | 46 | 19 | 13 | 14 | 58 | 58 | 0   |
|  | 10   | Wigan             | 69 | 46 | 20 | 9  | 17 | 71 | 54 | +17 |
|  | 11   | Huddersfield Town | 67 | 46 | 18 | 13 | 15 | 57 | 51 | +6  |
|  | 12   | Birmingham City   | 65 | 46 | 16 | 17 | 13 | 45 | 49 | –4  |
|  | 13   | Leyton Orient     | 64 | 46 | 18 | 10 | 18 | 55 | 58 | –3  |
|  | 14   | Stoke City        | 60 | 46 | 16 | 12 | 18 | 55 | 59 | –4  |
|  | 15   | Reading           | 59 | 46 | 17 | 8  | 21 | 53 | 66 | –13 |
|  | 16   | Exeter City       | 57 | 46 | 16 | 9  | 21 | 58 | 52 | +6  |
|  | 17   | Preston N.E.      | 56 | 46 | 15 | 11 | 20 | 54 | 67 | –13 |
|  | 18   | Shrewsbury Town   | 52 | 46 | 14 | 10 | 22 | 61 | 68 | –7  |
|  | 19   | Chester City      | 51 | 46 | 14 | 9  | 23 | 46 | 58 | –12 |
|  | 20   | Swansea City      | 48 | 46 | 13 | 9  | 24 | 49 | 72 | –23 |
|  | 21   | Fulham            | 46 | 46 | 10 | 16 | 20 | 41 | 56 | –15 |
|  | 22   | Crewe Alexandra   | 44 | 46 | 11 | 11 | 24 | 62 | 80 | –18 |
|  | 23   | Rotherham Utd     | 42 | 46 | 10 | 12 | 24 | 50 | 87 | –37 |
|  | 24   | Mansfield Town    | 38 | 46 | 8  | 14 | 24 | 42 | 63 | –21 |

Legenda:
      Promosso in Second Division 1991-1992.
  Ammesso ai play-off.
      Retrocesso in Fourth Division 1991-1992.
Regolamento:
Tre punti a vittoria, uno a pareggio, zero a sconfitta.
In caso di arrivo di due o più squadre a pari punti, la graduatoria verrà stilata secondo i seguenti criteri:
- differenza reti
- maggior numero di gol segnati

## Spareggi

### Play-off

#### Tabellone
|  | Semifinali | Semifinali | Semifinali | Semifinali | Semifinali |  |  | Finale            | Finale            | Finale |  |
|  |            |            |            |            |            |  |  |                   |                   |        |  |
|  | 7          | Bury       | 1          | 0          | 1          |  |  |                   |                   |        |  |
|  | 4          | Bolton     | 1          | 1          | 2          |  |  | Bolton            | Bolton            | 0      |  |
|  | 6          | Brentford  | 2          | 0          | 2          |  |  | Tranmere (d.t.s.) | Tranmere (d.t.s.) | 1      |  |
|  | 5          | Tranmere   | 2          | 1          | 3          |  |  |                   |                   |        |  |

#### Semifinali
|                  | Risultati |                  | Luogo e data                          |
| ---------------- | --------- | ---------------- | ------------------------------------- |
| Bury             | 1-1       | Bolton Wanderers | Bury, 19 maggio 1991                  |
| Bolton Wanderers | 1-0       | Bury             | Bolton, 22 maggio 1991                |
|                  |           |                  |                                       |
| Brentford        | 2-2       | Tranmere Rovers  | Londra (Griffin Park), 19 maggio 1991 |
| Tranmere Rovers  | 1-0       | Brentford        | Birkenhead, 22 maggio 1991            |
|                  |           |                  |                                       |

#### Finale
|                  | Risultati    |                 | Luogo e data                            |
| ---------------- | ------------ | --------------- | --------------------------------------- |
| Bolton Wanderers | 0-1 (d.t.s.) | Tranmere Rovers | Londra (Wembley Stadium), 1 giugno 1991 |
|                  |              |                 |                                         |